# Eustache du Caurroy
Eustache du Caurroy (* 1549 in Gerberoy in der Picardie; † 7. August 1609 in Paris) war ein französischer Komponist der Renaissance.

## Leben
Ab 1570 zunächst als Sänger im Dienst der französischen Könige Karl IX., Heinrich III. und Heinrich IV. tätig, wurde er bald als Komponist bekannt und gewann 1575 und 1576 den Kompositionswettbewerb von Evreux, unter anderem mit der Motette Tribularer si nescirem. 1595 wurde er Hofkapellmeister und Compositeur de la musique de la chambre (Kammerkomponist). Daneben war er als Kanoniker in diversen Städten tätig.

## Stilistische Stellung
Der Nachwelt blieb du Caurroy vor allem aufgrund seiner Totenmesse (Missa Pro Defunctis) in Erinnerung, die erstmals 1610 beim Begräbnis des ermordeten Königs Heinrich IV. Verwendung fand und von da an 115 Jahre lang fester Bestandteil bourbonischer Trauerfeierlichkeiten war. 
Zu seiner Zeit war du Caurroy eine sehr bekannte Persönlichkeit und wurde mit zahlreichen Ehrenbezeugungen bedacht. Dieser außerordentliche Erfolg beruht auf einer simplizistischen Faktur seiner Werke, die sich von den harmonischen und kontrapunktischen Manierismen der Jahrhundertmitte betont abheben will.
In der Tat stellt du Caurroys Werk ein "Abbild einer Weltordnung" (Jean-Michel Vaccaro) dar, in dem sein dezidiert konservativer Klassizismus bald als musikalische Pathosformel des "neuen", bourbonischen Frankreichs gelesen werden konnte.

### Werke
- Preces ecclesiasticae ad numeros musices redactae (2 Bände, 1609) mit 5 fantaisies sur une jeune fillette (1609)
- Meslanges de la musique (1610)
- Missa pro defunctis (publ. 1636)
- 42 Fantasies (1610)
- Chansons